# Minami (Tokushima)
Minami (jap. 美波町 Minami-chō) – miasto w Japonii, na wyspie Sikoku, w prefekturze Tokushima. Według danych na rok 2020 miejscowość zamieszkiwało 8 358 mieszkańców , a gęstość zaludnienia wyniosła 44,2 os./km².